# Virtusa Corporation
Virtusa Corporation (NASDAQ: VRTU) ist ein weltweit tätiges, börsennotiertes Dienstleistungsunternehmen im Bereich Beratung und Informationstechnologie (IT) mit Sitz in Westborough bei Boston, USA.

## Tätigkeiten
Virtusa bietet für Unternehmen und Softwareanbieter Kundenlösungen und Dienstleistungen in Business Process Management, Enterprise Content Management, Enterprise Mobility, Data Warehousing, Business Intelligence, Enterprise-Resource-Planning und Business Consulting. Virtusa ist Partner von globalen Softwareanbietern wie IBM, Microsoft, SAP, Pegasystems, Open Text und Oracle. Das 1996 gegründete Unternehmen unterhält weitere Standorte in New York, London, München, Amsterdam, Chennai und Hyderabad (Indien) und Colombo (Sri Lanka).

## Geschichte
Virtusa wurde 1996 unter dem Namen „Software Solution“ als eine Software Development Firma gegründet. 1997 wurde Software Solutions in „Technology Providers International“ umbenannt und befasste sich zunehmend mit ausgelagertem, Objekt-orientiertem Software Design und Entwicklungsdienst-leistungen. 1998 öffnete die Firma den Geschäftssitz in Westborough, Massachusetts und wurde unter dem Namen Technology Providers Inc. in den amerikanischen Markt eingeführt.
2000, während des E-Commerce Trends wurde Technology Providers International erneut umbenannt. Von nun an hieß die Firma „eRUNWAY Inc.“ und bot eBusiness, Internet Software Development und System Integration Services an. Letztlich wurde eRUNWAY am 22. April 2007 als Virtusa Corporation neu aufgesetzt. Der Name Virtusa ist von dem lateinischen Wort „virtus“ (Exzellenz) hergeleitet. Am 3. August 2007 ging Virtusa an die Börse und ist seitdem an der NASDAQ gelistet („VRTU“).
Am 5. November 2009 gab Virtusa bekannt, dass es InSource, eine Technologie Consulting Firma, die im Bereich Versicherungen und Gesundheitswesen spezialisiert ist, akquiriert hat. InSource hat seinen Sitz in Hartford, Connecticut, USA, und etwa 50 Beschäftigte. Im Februar 2010 übernahm Virtusa die US-basierte ConVista Consulting LLC. Die Firma eröffnet im September 2010 einen neuen Standpunkt in Nanakramguda, Hyderabad.
Seit 2011 ist Virtusa auch in Deutschland (Virtusa Germany GmbH) und Österreich (Virtusa Austria GmbH) aktiv.
Zeitleiste
Im Jahr 1995 als Software Solutions in Colombo, Sri Lanka gegründet, benannte sich das Unternehmen bereits 1997 in Technology Providers International um. 1998 wurden erste Büroräume in Massachusetts, USA eröffnet. Im Jahr 2000 erfolgte die nächste Umbenennung, nun in eRUNWAY Inc. 2002 erfolgte der Relaunch von eRUNWAY als Virtusa Corporation.
Nach dem Tsunami in Asien 2004 führte Virtusa das Design und die Entwicklung des Open Source Systems für Katastrophenhilfe Sahana aus. Das Projekt erhielt am 24. März 2007 den bis dahin größten Preis, die Free Software Foundation Auszeichnung für soziale Leistungen. Die Preisverleihung fand während des Jahrestreffens der FSF in MIT in den USA statt, wo die Auszeichnung vom Stiftungsgründer Richard Stallman an Virtusa übergeben wurde.
2007 ging Virtusa unter dem Kürzel VRTU an die Börse. Es gehörte 2008 zu den Finalisten des US Secretary of State’s Award für Corporate Excellence.
Der Unternehmensaufbau ging weiter mit der Ankündigung der Übernahme von InSource, einer Beratungsfirma, mit Spezialisierung im Bereich Technologie (2009), der Ankündigung der Übernahme von LLC, die bis dahin im Privatbesitz und Marktführer im Bereich Finanzen mit Schwerpunkt auf Transformationen im Finanzsektor war (2010) sowie der Übernahme von ALaS Consulting LLC, einer Beratungsfirma im Finanzsektor (2011).
Seit 2011 hat das Unternehmen eine Präsenz in Deutschland und Österreich.

## Gemeinnütziges Engagement
Die Firma hat ein Bildungsprogramm ins Leben gerufen, in dem sie ihre IT-Kompetenz bestimmten gemeinschaftlichen Projekten zur Verfügung stellt, z. B. hat Virtusa die Bereitstellung von IT-Räumen in 50 Schulen in der Uva Provinz in Sri Lanka ermöglicht. Das Projekt wurde zusammen mit der lokalen Universität in Sri Lanka umgesetzt. Nach dem Tsunami von 2004 nahmen die Arbeitnehmer aktiv an der Entwicklung von Sahana teil, einem auf Open Sources basierenden Projekt zur Katastrophenhilfe.